# Christoph Verenkotte
Christoph Verenkotte (* 19. August 1958 in Rüdesheim am Rhein) war vom 1. März 2010 bis 31. März 2024 Präsident des Bundesverwaltungsamtes.

## Leben
Nach dem Abitur in Bad Homburg vor der Höhe absolvierte Verenkotte seinen Grundwehrdienst in Köln und Wetzlar. 1978 begann er ein Studium der Rechtswissenschaft, Geschichte und Philosophie an der Rheinischen Friedrich-Wilhelm-Universität in Bonn, das er 1984 mit dem ersten Staatsexamen abschloss. Im Anschluss an das Referendariat absolvierte Verenkotte 1987 das zweite Staatsexamen. Von 1987 bis 1988 war er Rechtsanwalt, bevor er als Jurist in das Bundesverwaltungsamt eintrat. 1990 wechselte er in die Polizeiabteilung beim Bundesinnenministerium.
Im Jahre 1991 wurde er persönlicher Referent des parlamentarischen Staatssekretärs Horst Waffenschmidt. Diese Tätigkeit übte er bis 1994 aus. 1996 wechselte er wieder zurück in das Bundesverwaltungsamt, wo er Abteilungsleiter für Aussiedleraufnahmeverfahren und Integrationsprojekte wurde.
Bereits im April wechselte er wieder ins Innenministerium, wo er verschiedene Tätigkeiten im Bereich Polizei und IT ausübte, bevor er im Mai 2008 Abteilungsleiter bei der Bundespolizei wurde.
Am 1. März 2010 wurde er zum Präsidenten des Bundesverwaltungsamtes ernannt.
| Personendaten    | Personendaten                                          |
| ---------------- | ------------------------------------------------------ |
| NAME             | Verenkotte, Christoph                                  |
| KURZBESCHREIBUNG | deutscher Jurist, Präsident des Bundesverwaltungsamtes |
| GEBURTSDATUM     | 19. August 1958                                        |
| GEBURTSORT       | Rüdesheim am Rhein                                     |